# Tumen (fiume)
Il Tumen (in coreano: 두만강?, 豆滿江?, DumangangLR, Tuman'gangMR, in cinese 圖們江T, 图们江S, Túmen JiāngP, T'u-man-chiangW, in russo Туманная река?, Tumannaja Reka), noto anche come Tuman o Duman e, all'inizio del 1900, come Mi Kiang, è un fiume lungo 549 km che funge da confine tra la Cina, la Corea del Nord e la Russia. Esso nasce sull'altopiano Changbai Shan, vicino al vulcano Paektu, e sfocia nel Mar del Giappone.
Il fiume scorre nel nord-est asiatico, al confine tra Cina e Corea del Nord nel suo corso superiore e tra Corea del Nord e Russia nei suoi ultimi 17 km. Sfocia nel Mar del Giappone a capo Sesura (мыс Сесура).
Il fiume gela da novembre, sino a marzo - aprile. L'acqua alta si verifica in primavera, quando la neve si scioglie nei tratti superiori e Il livello del fiume aumenta di 5-7 metri. Allora, nel corso inferiore, a 100 km dalla foce, il fiume è accessibile alle navi di piccolo cabotaggio.
Le città più grandi nel bacino del fiume sono le cinesi Yanji e Hunchun. Sul fiume ci sono le città Hoeryong e il villaggio operaio di Tumangan (Corea); l'insediamento di tipo urbano Khasan, nel Territorio del Litorale della Russia.
Il "Ponte dell'Amicizia" sul fiume Tumen a sud-ovest della stazione di Khasan al confine tra Russia e Corea del Nord è stato costruito nel 1951 (in legno) e nel 1959 (in metallo) per garantire il movimento dei treni attraverso il confine.